# Ecologismo radicale
Con l'espressione ecologismo radicale si intendono tutte quelle teorie e pratiche dell'ecologismo inconformista con le politiche conservatrici, e che tendono all'ecocentrismo. In determinati casi, anche se non come totalità, è utilizzato come sostegno ideologico dell'ecoterrorismo.

## Pratica
Di forma predominante è in generale caratterizzato per le pratiche di azione diretta da parte di enti organizzati a volte anche non conformi con la legge. Anche le proposte comunitariste come il bioregionalismo o l'ecovillaggio, così come l'economia ecologica, formano parte importante del radicalismo ecologico.